# Kalkugnstorp
Kalkugnstorp este o arie protejată (arie specială de conservare — SAC, sit de importanță comunitară — SCI) din Suedia întinsă pe o suprafață de 19,7 ha, integral pe uscat.

## Localizare
Centrul sitului Kalkugnstorp este situat la coordonatele 59°09′11″N 15°58′02″E / 59.153°N 15.9672°E.

## Înființare
Situl Kalkugnstorp a fost declarat sit de importanță comunitară în decembrie 1998 pentru a proteja 1 specie de plante. Situl a fost protejat și ca arie specială de conservare în martie 2011.

## Biodiversitate
Situată în ecoregiunea boreală, aria protejată conține 3 habitate naturale: Roci stâncoase cu vegetație pionieră de Sedo-Scleranthion sau Sedo albi-Veronicion dillenii, Pășuni din zone de pădure fino-scandinave, Pajiști fino-scandinave uscate până la mezice, bogate în specii de altitudine mică.
La baza desemnării sitului se află o specie protejată de  plante: Saxifraga osloensis.